# Smail-aga Čengić
Ismail-aga Čengić (poznatiji kao Smail-aga; Kalinovik, 1780. – Nikšić, 23. rujna 1840.) bio je Gatački, pivski i drobnjački muselim iz bošnjačke obitelji Čengić. Poznat je po svojoj ulozi u slamanju ustanka Husein-kapetana Gradaščevića. Glavni je lik epa Smrt Smail-age Čengića Ivana Mažuranića.

## Životopis
Rođen je 1780. godine u naselju Jelašca, udaljenom 3,5 km od Kalinovika. Pripadnik je moćne hercegovačke obitelji Čengić. Sin je Ibrahim-age i otac proslavljenog osmanskog generala Salih Derviš-paše (poznatijeg kao Dedaga Čengić). Smail-aga Čengić se istakao junaštvom i borbama od 1809 do 1810. godine protiv srpskih ustanika. Kao mlad general, na poziv sultana, ugušio je ustanke u Srbiji i Egiptu. Za ove zasluge proglašen je carskim zlatnim binjižem i imenovan kapidžibašom.
Kada je Smail-aga došao u Gacko 1814. godine nastanio se u mjestu Cernica, a zatim u Kuli Fazlagića i konačno u Lipniku kod Avtovca. U Lipniku je sagradio čifluk s velikom kulom, malom džamijom i više stambenih objekata. Čengići su imali kule i čardake u Maloj Gračanici, Srđevcima, Lukavicama, Fojnici, Cernici.
Smail-aga Čengić je poznat i po svojoj ulozi u slamanju Gradaščevićevog ustanka. Godine 1836. u Grahovskoj bici protiv Crnogoraca ispoljio je veliko junaštvo. U tom boju je poginulo devet članova vladarske kuće Petrovića. To mu Petrovići nikad nisu mogli oprostiti. Iz zasjede je ubijen Smail-aga Čengić 1840. godine na Mletičaku u blizini Nikšića s još 70 Gačana, među kojima su bile poznate ličnosti kraja: Bešo Tanović, Ferhat Krvavac - bajraktar. U likvidaciji istakli su se Petar II. Petrović Njegoš, Đoko Malović, Šujo Karadžić i Novica Cerović.
Smail-aga Čengić je pokopan je u svome turbetu u Lipniku. Turbe je bilo u funkciji sve do 1941. godine kada je zapaljeno. Ostaci kamena su po naređenju partizanskog komesara Pašića upotrijebljeni u izgradnji spomenika palim partizanima u Drugom svjetskom ratu na ulazu u Avtovac.

## Ostavština
Smail-aga Čengić je od Ivana Mažuranića vrlo pristrasno opisan u epu Smrt Smail-age Čengića. Taj Mažuranićev spjev objavljen je u "Iskri" 1846. godine, gdje Smail-aga nije prikazan kakav je stvarno bio. Zato dr. Kraus u Njemačkoj kaže: "Smail-agu je Mažuranić krivo i nepravedno opisao. Naše su simpatije uz odvažnog i neustrašivog junaka Smail-agu Čengića, a ne uz grmalje i pustahije crnogorske. Čengić je bio pravi istinski Slaven, a njegove ubice jadna kukavna bagra."
Da se kod ubojstva Smail-age Čengića, stvarno radilo o podmukloj kukavičkoj ulozi aktera ubojstva, a posebno Novice Cerovića, potvrđuje i spjev koji glasi: 
"Ceroviću u z´o čas ti bilo!
Što izdade svoga gospodara?
Izdalo te ljeto i godina.
Za rukom ti ništa ne nicalo
A, na kuli čedo ne plakalo..."
O njegovom životu pisao je i Osman Nuri Hadžić u djelu Pogibija Smail-age Čengića.

## Vanjske povezice
- Smail-aga Čengić  Arhivirana inačica izvorne stranice od 22. listopada 2017. (Wayback Machine) na camo.ch

| Prethodnik: | Gatački, pivski i drobnjački muselim (1814. – 1840.) | Nasljednik: |
| —           | Gatački, pivski i drobnjački muselim (1814. – 1840.) | —           |